# Deckungsstelle
Eine Deckungsstelle (Abkürzung: Dkst) ist bei den deutschen Eisenbahnen eine Betriebsstelle der freien Strecke, die den Bahnbetrieb an beweglichen Brücken, höhengleichen Kreuzungen von Bahnen, Gleisverschlingungen und Baustellen sichert. Einer Deckungsstelle können gleichzeitig die Funktionen einer anderen Betriebsstelle übertragen sein, z. B. die einer Blockstelle, Abzweigstelle oder Anschlussstelle.
Die genannten Gefahrenstellen sind in der Regel mit Hauptsignalen abgesichert. Hauptsignale einer Deckungsstelle, die nicht zugleich Blockstelle oder Abzweigstelle ist, sind nicht in den Streckenblock eingebunden; sie heißen dann Deckungssignale. In der Praxis gab bzw. gibt es auch Deckungssignale vor kombinierten Schiene/Straße-Brücken und gefährlichen Bahnübergängen.
Bewegliche Eisenbahnbrücken auf der freien Strecke werden fast ausnahmslos durch Deckungsstellen gesichert.
Bei Deckungsstellen mit älterer Signaltechnik ist beiderseits der Brücke ein Formhauptsignal aufgestellt, bei einfachen Verhältnissen kann es auch ein Signal Sh 2 sein (alte Bezeichnung: Deckungscheibe Ve 1). Beispiele: Klappbrücke Lindaunis mit Formhauptsignalen, Drehbrücke Sanderbusch mit Deckungscheiben; mittlerweile beide durch Ks-Signale als Block- und Deckungssignale ersetzt. Das Deckungssignal einer auf dem der Bedienungsstelle gegenüberliegenden Ufer einer beweglichen Brücke kann allerdings nur elektrisch betätigt werden.
Bei beweglichen Brücken auf zweigleisigen Strecken befand sich am Regelgleis ein Formhauptsignal und am linken (früher: falschen) Gleis eine Deckungscheibe.
Beispiel: Klappbrücke Itzehoe bis 1983, Drehbrücke Friedrichstadt bis 1988.
Bei der Deutschen Reichsbahn wurden in den 1960er Jahren Deckungscheiben vor beweglichen Brücken fast überall abgebaut und in der Regel durch Lichthauptsignale ersetzt, es verblieben lediglich zwei Signalpaare bis in die Nach-Wende-Zeit.
Bei Deckungsstellen mit neuerer Signaltechnik ist beiderseits der Brücke ein Lichthauptsignal aufgestellt; es kann durch ein Lichtsperrsignal ergänzt sein.
Beispiel: Klappbrücke Weener (Friesenbrücke).
Die meisten beweglichen Eisenbahnbrücken befinden sich innerhalb von Bahnhöfen / Hafenanlagen. Sie werden durch Lichthauptsignale (Kattwykbrücke Hamburg oder Ziegelgrabenbrücke Stralsund), Lichtsperrsignale (Mannheim, Oldenburg, Emden, Lübeck u. a.), Gleissperren (Harburg) oder Deckungscheiben (Elisabethfehn) gesichert, im Gebiet der Deutschen Reichsbahn bei Erfordernis für Rangierfahrten zusätzlich durch Rangierhaltsignale (Wartezeichen Ra 11b, Anklam). Bei Lichtsignalen kommen vereinzelt Sonderbauarten zur Anwendung.
Eine weitere bedeutende Deckungsstelle ist Kassel Werkekreuzung an der Schnellfahrstrecke Hannover–Würzburg.

## Quelle
- Serie „Besondere Brücken“ in der DREHSCHEIBE
- Deckungsstelle bei tf-ausbildung.de